# Jean-Claude Tapie
Pour les articles homonymes, voir Tapie.
Jean-Claude Tapie, né le 10 février 1947, est un entrepreneur et un dirigeant de handball français.

## Biographie
Jean-Claude Tapie naît le 10 février 1947. Il est le fils de Jean-Baptiste Tapie, ouvrier ajusteur-fraiseur, puis patron de PME, né le 18 juillet 1920 à Niaux, en Ariège, d'une famille paysanne pauvre, et de Raymonde Nodot (décédée en 2013), aide-soignante. Son grand-père, cheminot, s'était installé en 1923 avec sa famille au Blanc-Mesnil, dans la banlieue nord de Paris. 
Il est le frère cadet de Bernard Tapie, célèbre homme d'affaires et dirigeant sportif.
Il est à la tête de Relec-Froid, une société d'équipements frigorifiques industriels créée par son père dans le Val-de-Marne.
Il est dirigeant du club de handball de la Stella Sports Saint-Maur Handball, où évolue son fils Fabrice, pendant seulement un mois, abandonnant car « la direction du club s'accrochait à des principes d'amateurisme vieux de près de quarante ans ».
Il devient en 1987 président de l'US Créteil Handball et connaît une saison 1988-1989 faste avec une finale de la Coupe d'Europe des vainqueurs de coupe 1988-1989 (la première finale européenne d'un club français) et le doublé Coupe-Championnat. Il quitte l'US Créteil en 1990 et prend une année sabbatique. 
En 1991, il préside le Vitrolles SMUC Handball et le renomme en OM Vitrolles, du nom du club de football dirigé par son frère, l'Olympique de Marseille. Sous son règne, le club remporte le premier trophée européen d'un club français, la Coupe d'Europe des vainqueurs de coupe 1992-1993. Il obtient également deux Championnats de France et deux Coupes de France. L'OM Vitrolles connaît néanmoins de gros problèmes financiers qui le conduisent au dépôt de bilan à l'été 1996.
Il quitte alors le monde du handball, se consacrant à son entreprise.